# ماپای
مَپای (به عبری: מַפָּא"י) مخفف اسم (میفلِگِت پوعَلِی اِغِتس ییسغائل) (به عبری: מִפְלֶגֶת פּוֹעַלֵי אֶרֶץ יִשְׂרָאֵל) (حزب کارگران اسرائیل). حزب سوسیالیست – صهیونیستی است که با ادغام دو حزب "احدوت‌ها عفوداه" و "هاپوایل هاتزایر" در سال ۱۹۳۰ تأسیس شد. یکی از قدیمی‌ترین احزاب سیاسی در کشور اسرئیل که در بین سال‌های ۱۹۳۰ تا ۱۹۶۸ برپا بود. نخستین رهبر این حزب، داوید بن گوریون بود. حزب ماپای از دهه ۳۰ تا سال ۱۹۷۷ به عنوان حزب حاکم مطرح بود. در سال ۱۹۷۷ حزب مخالف دولت شد و در سال ۱۹۹۲ به حکومت رسید. در سال ۱۹۶۹ اسم آن به " حزب کارگر" تبدیل شد.